# 池田町中央公民館
池田町中央公民館（いけだちょうちゅうおうこうみんかん）は、岐阜県揖斐郡池田町にある公民館。

## 概要
- 教養、健康、文化、社会福祉などを目的とした施設である。1981年（昭和56年）開館。
- 池田町役場に隣接する。
- 1996年（平成8年）までは図書室（池田町図書館の前身）が設置されていた。
- 池田町多目的ホール（旧・池田中学校体育館。1961年完成）が隣接していたが、2019年に解体された。

## 施設
1階
- 大ホール

座席数1000席（固定席458席、移動席542席）
- 楽屋
- 応接室
- 工作室
- 調理室
- 相談室
- 第1研修室
- 第3会議室
- 情報ステイション池田
- 池田町役場社会教育課
- 喫茶室

2階
- 第1会議室
- 第2会議室
- 第2研修室
- 第3研修室
- 視聴覚室
- 講義室
- 学習室
- ふるさと史料室

## 利用案内
- 住所：岐阜県揖斐郡池田町六之井1455
- 利用時間：9：00～21：00
- 休館日：月曜日、毎月第3日曜日、年末年始（12月29日～1月3日）

## 交通アクセス

### 公共交通機関
- 養老鉄道養老線「北池野駅」下車、徒歩1分
- 池田町コミュニティバス「池田町役場」バス停より徒歩すぐ

### 自動車
- 国道21号「河間」交差点から国道417号へ、「池野上町」交差点を右折

## 周辺施設
- 池田町役場　※隣接
- 池田町図書館
- 池田町立温知小学校
- 池田郵便局
- 新生病院
- 北池野駅